# Alekos Alavanos
Alexandros Alavanos, més conegut com a Alekos Alavanos (grec: Αλέκος Αλαβάνος), (Atenes, 22 de maig de 1950) és un polític grec, antic membre del Parlament de Grècia i del Parlament Europeu entre 2004 i 2008. Posteriorment fou substituït per Alexis Tsipras. Va ser el president de la Coalició dels Moviments d'Esquerra i Ecologia, més coneguda com a Sinaspismós. Va ser el líder parlamentari de la Coalició de l'Esquerra Radical (SÍRIZA).